# Hertie School
De Hertie School (voorheen, Hertie School of Governance) is een particuliere universiteit in Berlijn, Duitsland. De prestigieuze instelling is geaccrediteerd door de Duitse overheid en de Duitse Wetenschapsraad. Ze leidt studenten op voor leidinggevende posities bij overheid, bedrijfsleven en in het maatschappelijk middenveld. Het toelatingspercentage lag in 2019 op vijf procent. De voertaal is Engels. Het motto van de universiteit is 'Understand today, shape tomorrow'
(Begrijp vandaag, geef morgen vorm).

## Geschiedenis
De universiteit ontleent haar naam aan de Hertie warenhuisketen. Het bedrijf 'Herman Tietz Warenhauser' werd in 1882 opgericht door een Duits-joodse familie en geleid door Oskar Tietz, met de steun van zijn oom, Hermann Tietz. De naam Hertie werd afgeleid van zijn naam: HERmann TIEtz. In 1933 werden de winkels 'geariseerd' en onteigend. Na de Tweede Wereldoorlog richtte de familie de Hertie Stiftung op ter bevordering van "hersenonderzoek en versterking van de democratie."
In 2005 werd de Hertie School opgericht. Vanaf 2018 is de school gevestigd in het gebouw "Quartier 110" in de Friedrichstraße in Berlijn. Het gebouw werd van 1996 tot 2004 gerenoveerd naar een ontwerp van Diener & Diener Architekten.

## Internationaal
Sinds 2009 heeft de universiteit partnerschappen met onder andere Columbia Universiteit, Sciences Po Parijs en London School of Economics. Uitwisselingen worden gecombineerd met twee master programma's (double-degrees). Enkele bekende buitenlandse alumni zijn Emilia Roig, Damian von Boeselager en Cristian-Tudor Băcanu. Na de Russische Invasie in Oekraïne in 2022 heeft Hertie haar partnerschap met Russische universiteiten stopgezet en startte ze een samenwerking met Kyiv School of Economics in Oekraïne.